# Yves Ilunga
Yves Diba Ilunga (Lubumbashi, 12 agosto 1987) è un ex calciatore della Repubblica Democratica del Congo, di ruolo attaccante.

## Carriera

### Club
Ha giocato nella prima divisione dei campionati congolese, saudita e qatariota.

### Nazionale
Ha esordito in nazionale nel 2006.